# Young (ort i Australien, New South Wales, Young)
Young är en ort i Australien. Den ligger i kommunen Young och delstaten New South Wales, i den sydöstra delen av landet, omkring 370 kilometer väster om delstatshuvudstaden Sydney.
Runt Young är det mycket glesbefolkat, med 3 invånare per kvadratkilometer.. Young är det största samhället i trakten.
Trakten runt Young består till största delen av jordbruksmark. Genomsnittlig årsnederbörd är 728 millimeter. Den regnigaste månaden är februari, med i genomsnitt 147 mm nederbörd, och den torraste är oktober, med 24 mm nederbörd.